# Петтель
Петтель — река в России, протекает по территории Пиндушского городского и Чёбинского сельского поселений Медвежьегорского района Республики Карелии. Длина реки — 14 км.

## Физико-географическая характеристика
Река берёт начало из ламбины без названия и далее течёт преимущественно в северо-западном направлении по частично заболоченной местности.
Петтель в общей сложности имеет три малых притока суммарной длиной 10 км.
Впадает на высоте 120,0 м над уровнем моря в Петтельгубу Сегозера.
Населённые пункты на реке отсутствуют.
Код объекта в государственном водном реестре — 02020001112102000005692.